# Pavla Valníčková
Pavla Valníčková, nota anche come Pavla Francová e Pavla Kovaříková (Kraslice, 19 gennaio 1972), è un'ex atleta paralimpica e fondista cecoslovacca non vedente.

## Biografia
Affetta da glaucoma congenito, ha frequentato le scuole per ragazzi con disabilità visiva ed ha imparato il braille. Ha perso totalmente la vista a 15 anni.
 Dal 1988 al 1992 è stata presente nella squadra nazionale paralimpica come sciatrice, mezzofondista e nuotatrice. L'anno 1992 le ha portato cinque medaglie, due conseguite nello sci di fondo alle Paralimpiadi di Albertville e tre alle Paralimpiadi di Barcellona (800, 1500 e 3000 metri piani).
Ma proprio nel 1992, Pavla decideva di lasciare la competizione agonistica internazionale per dedicarsi allo studio, terminando l'università a Praga e diplomandosi alla scuola per traduttori. Si è quindi stabilita negli Stati Uniti e in Canada grazie a una borsa di studio e ha ottenuto altri titoli accademici. Si è inserita nel mondo del lavoro come traduttrice e come artista. Inventrice di un sistema di disegno tattile, ha dato impulso a una forma d'arte con cui ha illustrato almeno due libri.
In ambito sportivo ha gareggiato con il nome di nascita Valníčková; il suo primo matrimonio l'ha fatta conoscere come Francová. Il secondo matrimonio, con Stefan Kovaříkov, oltre al nuovo nome (Kovaříková), le ha dato due figli. Tra tutte le sue attività, Pavla mette al primo posto l'incombenza di essere una mamma presente, capace e premurosa. Più volte ha parlato della condizione di cecità che si rapporta con i piccolissimi e ha sottolineato l'importanza della motivazione, nella maternità.

## Palmarès

### Atletica leggera paralimpica
| Anno | Manifestazione     | Sede       | Evento          | Risultato | Prestazione | Note |
| ---- | ------------------ | ---------- | --------------- | --------- | ----------- | ---- |
| 1992 | Giochi paralimpici | Barcellona | 800 m piani B1  | Bronzo    | 2'33"56     |      |
| 1992 | Giochi paralimpici | Barcellona | 1500 m piani B1 | Oro       | 5'08"03     |      |
| 1992 | Giochi paralimpici | Barcellona | 3000 m piani B1 | Oro       | 11'07"65    |      |

### Sci di fondo
- sci di fondo - 1988 -  Innsbruck
  - 7ª classificata nella breve distanza (5 km) B1;
  - 8ª classificata nella lunga distanza (10 km) B1;
- sci di fondo - 1992 -  Albertville
  -  Argento nella breve distanza (5 km) B1;
  -  Bronzo nella lunga distanza (10 km) B1;